# Saint-Laurent-des-Arbres
Pour les articles homonymes, voir Saint-Laurent.
Saint-Laurent-des-Arbres est une commune française située dans l'est du département du Gard, en région Occitanie.
Exposée à un climat méditerranéen, la commune est drainée par le Nizon, le Gissac et par un autre cours d'eau. Elle possède un patrimoine naturel remarquable composé d'une zone naturelle d'intérêt écologique, faunistique et floristique.
Saint-Laurent-des-Arbres est une commune urbaine qui compte 2 984 habitants en 2022, après avoir connu une forte hausse de la population depuis 1962 (camp de Harkis). Elle est ville-centre de l'unité urbaine de Saint-Laurent-des-Arbres et fait partie de l'aire d'attraction d'Avignon. Ses habitants sont appelés les Saint-Laurentais et les Saint-Laurentaises.
Le patrimoine architectural de la commune comprend deux immeubles protégés au titre des monuments historiques : l'église Saint-Laurent, classée en 1892, et les remparts de Saint-Laurent-des-Arbres, classés en 1892, puis classés à nouveau en 1941.

## Géographie

### Géologie et paléontologie
À un kilomètre au sud-est de la commune, s'étendant sur trois kilomètres vers Lirac et Pujaut, se trouvent les Sables, une zone vallonnée et montueuse désignée localement sous ce nom. Le terrain de cette zone est composé presque exclusivement de sable, parsemé de quelques galets. La pousse de pins maritimes ou pins parasols, y est abondante. Il a été découvert dans ces sables des troncs d'arbres fossilisés, des dents de requins, des os de mastodontes, coquilles de fossiles marins, etc. Les géologues affirment que ces sables sont les vestiges d'une ancienne grève dont l'origine remonterait au pliocène. Le premier fémur de mastodonte, trouvé à Saint-Laurent-des-Arbres, avait fait penser qu'il s'agissait d'une partie du squelette d'un éléphant d'Hannibal, mort en cours de route au moment où le général carthaginois s'apprêtait à traverser le Rhône. Les savants ont démontré depuis qu'il n'en était rien. Ce fémur est déposé au musée Calvet en Avignon.

### Climat
Pour des articles plus généraux, voir Climat de l'Occitanie et Climat du Gard.
En 2010, le climat de la commune est de type climat méditerranéen franc, selon une étude s'appuyant sur une série de données couvrant la période 1971-2000. En 2020, Météo-France publie une typologie des climats de la France métropolitaine dans laquelle la commune est exposée à un climat méditerranéen et est dans la région climatique Provence, Languedoc-Roussillon, caractérisée par une pluviométrie faible en été, un très bon ensoleillement (2 600 h/an), un été chaud (21,5 °C), un air très sec en été, sec en toutes saisons, des vents forts (fréquence de 40 à 50 % de vents > 5 m/s) et peu de brouillards.
Pour la période 1971-2000, la température annuelle moyenne est de 13,9 °C, avec une amplitude thermique annuelle de 18 °C. Le cumul annuel moyen de précipitations est de 748 mm, avec 5,8 jours de précipitations en janvier et 3 jours en juillet. Pour la période 1991-2020, la température moyenne annuelle observée sur la station météorologique la plus proche, située sur la commune de Pujaut à 8 km à vol d'oiseau, est de 14,6 °C et le cumul annuel moyen de précipitations est de 672,8 mm,. Pour l'avenir, les paramètres climatiques de la commune estimés pour 2050 selon différents scénarios d'émission de gaz à effet de serre sont consultables sur un site dédié publié par Météo-France en novembre 2022.

### Milieux naturels et biodiversité

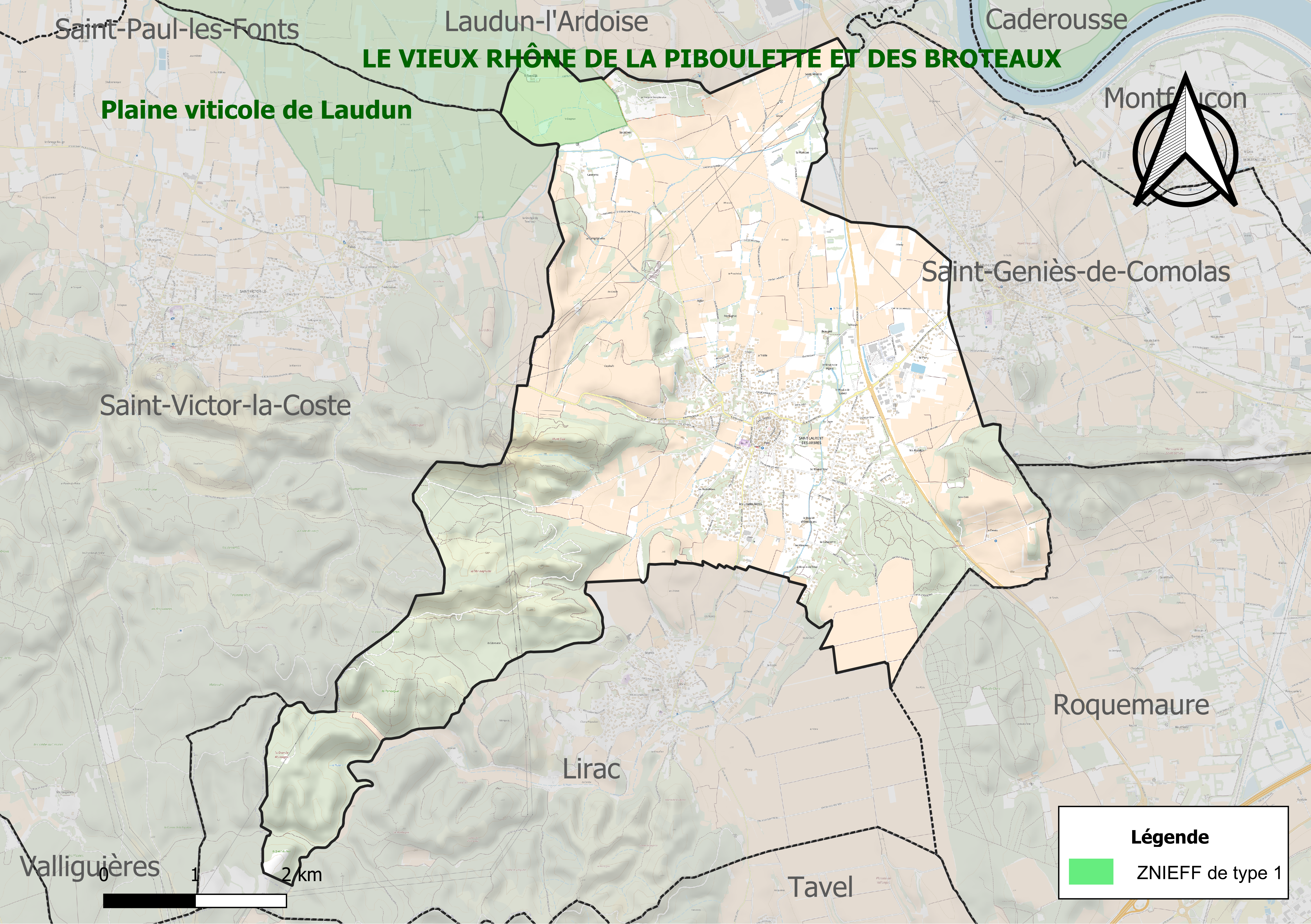
Carte de la ZNIEFF de type 1 localisée sur la commune.

L’inventaire des zones naturelles d'intérêt écologique, faunistique et floristique (ZNIEFF) a pour objectif de réaliser une couverture des zones les plus intéressantes sur le plan écologique, essentiellement dans la perspective d’améliorer la connaissance du patrimoine naturel national et de fournir aux différents décideurs un outil d’aide à la prise en compte de l’environnement dans l’aménagement du territoire.
Une ZNIEFF de type 1 est recensée sur la commune :
la « plaine viticole de Laudun » (634 ha), couvrant 3 communes du département.

## Urbanisme

### Typologie
Au 1er janvier 2024, Saint-Laurent-des-Arbres est catégorisée petite ville, selon la nouvelle grille communale de densité à sept niveaux définie par l'Insee en 2022.
Elle appartient à l'unité urbaine de Saint-Laurent-des-Arbres, une agglomération intra-départementale regroupant deux  communes, dont elle est ville-centre,,. Par ailleurs la commune fait partie de l'aire d'attraction d'Avignon, dont elle est une commune de la couronne,. Cette aire, qui regroupe 48 communes, est catégorisée dans les aires de 200 000 à moins de 700 000 habitants,.

### Occupation des sols
L'occupation des sols de la commune, telle qu'elle ressort de la base de données européenne d’occupation biophysique des sols Corine Land Cover (CLC), est marquée par l'importance des territoires agricoles (58,8 % en 2018), en diminution par rapport à 1990 (64,8 %). La répartition détaillée en 2018 est la suivante : 
cultures permanentes (50,4 %), forêts (27,6 %), zones urbanisées (13 %), zones agricoles hétérogènes (8,4 %), milieux à végétation arbustive et/ou herbacée (0,6 %). L'évolution de l’occupation des sols de la commune et de ses infrastructures peut être observée sur les différentes représentations cartographiques du territoire : la carte de Cassini (XVIIIe siècle), la carte d'état-major (1820-1866) et les cartes ou photos aériennes de l'IGN pour la période actuelle (1950 à aujourd'hui).

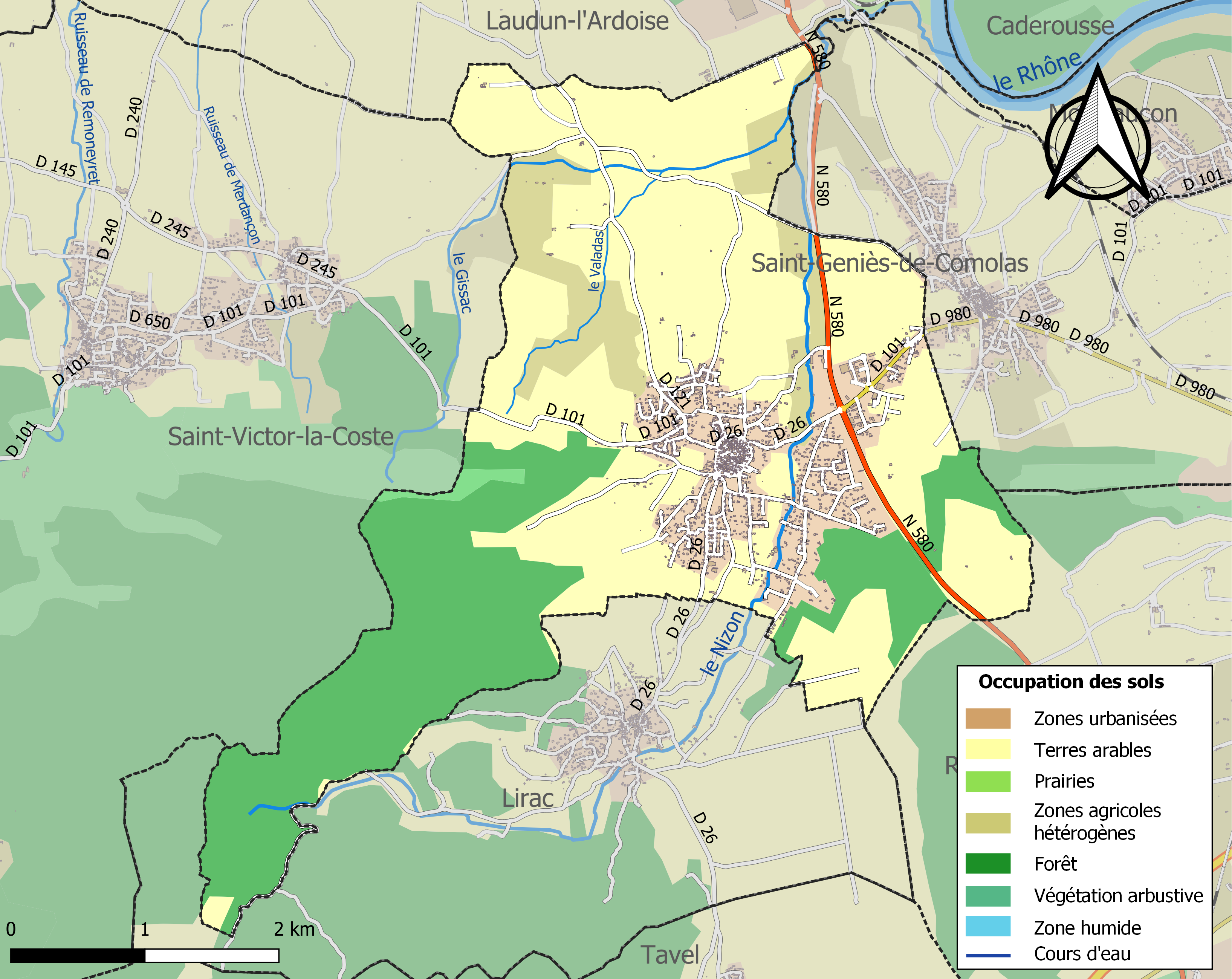
Carte des infrastructures et de l'occupation des sols de la commune en 2018 (CLC).

### Risques majeurs
Le territoire de la commune de Saint-Laurent-des-Arbres est vulnérable à différents aléas naturels : météorologiques (tempête, orage, neige, grand froid, canicule ou sécheresse), inondations, feux de forêts et séisme (sismicité modérée). Il est également exposé à deux risques technologiques,  le transport de matières dangereuses et le risque nucléaire, et à un risque particulier : le risque de radon. Un site publié par le BRGM permet d'évaluer simplement et rapidement les risques d'un bien localisé soit par son adresse soit par le numéro de sa parcelle.

#### Risques naturels
Certaines parties du territoire communal sont susceptibles d’être affectées par le risque d’inondation par débordement de cours d'eau et par une crue à  débordement lent de cours d'eau, notamment le Nizon. La commune a été reconnue en état de catastrophe naturelle au titre des dommages causés par les inondations et coulées de boue survenues en 1982, 2002, 2004 et 2008,.

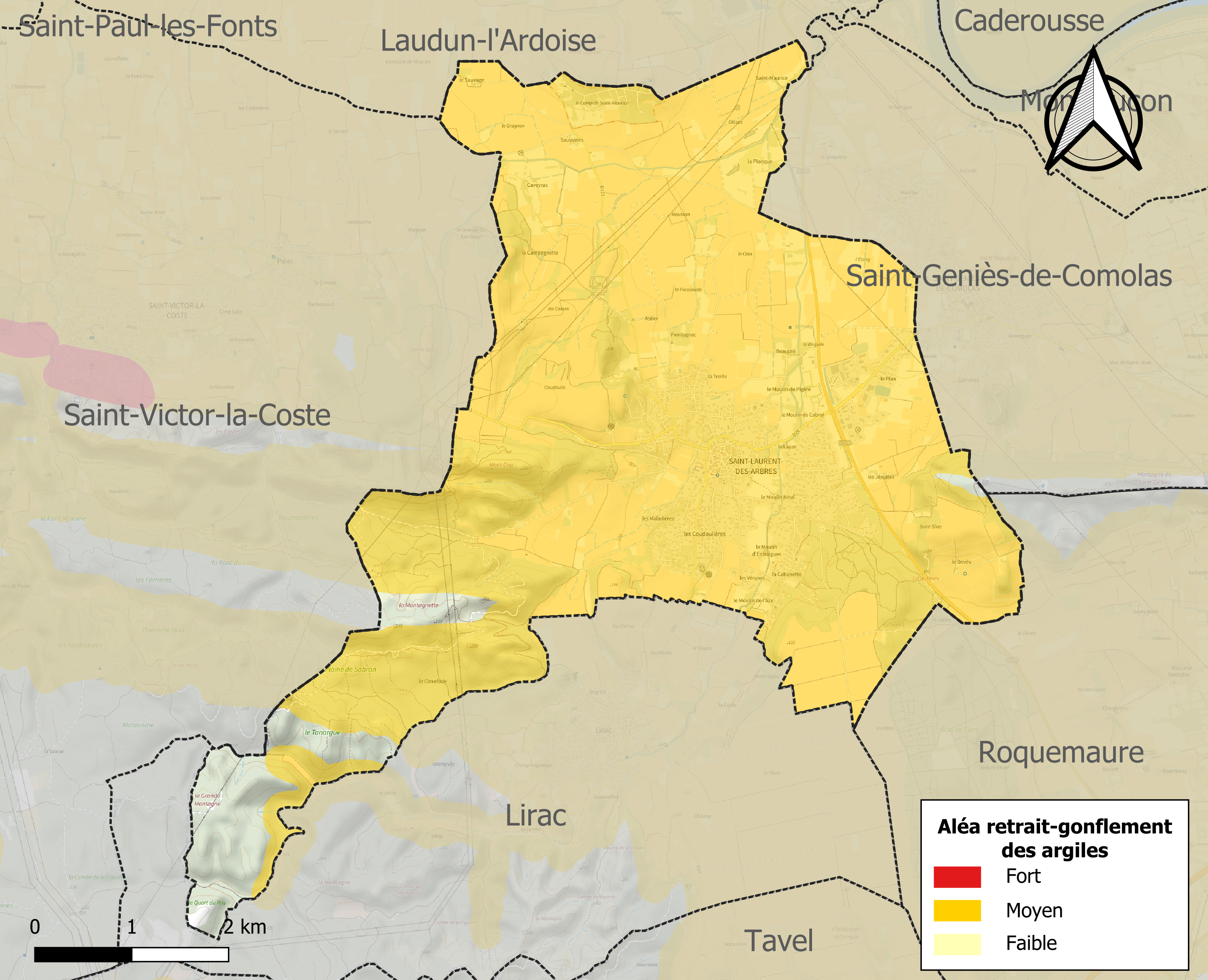
Carte des zones d'aléa retrait-gonflement des sols argileux de Saint-Laurent-des-Arbres.

Le retrait-gonflement des sols argileux est susceptible d'engendrer des dommages importants aux bâtiments en cas d’alternance de périodes de sécheresse et de pluie. 93,1 % de la superficie communale est en aléa moyen ou fort (67,5 % au niveau départemental et 48,5 % au niveau national). Sur les 1 133 bâtiments dénombrés sur la commune en 2019, 1133 sont en aléa moyen ou fort, soit 100 %, à comparer aux 90 % au niveau départemental et 54 % au niveau national. Une cartographie de l'exposition du territoire national au retrait gonflement des sols argileux est disponible sur le site du BRGM,.
Par ailleurs, afin de mieux appréhender le risque d’affaissement de terrain, l'inventaire national des cavités souterraines permet de localiser celles situées sur la commune.

#### Risques technologiques
Le risque de transport de matières dangereuses sur la commune est lié à sa traversée par des infrastructures routières ou ferroviaires importantes ou la présence d'une canalisation de transport d'hydrocarbures. Un accident se produisant sur de telles infrastructures est en effet susceptible d’avoir des effets graves au bâti ou aux personnes jusqu’à 350 m, selon la nature du matériau transporté. Des dispositions d’urbanisme peuvent être préconisées en conséquence.
La commune étant située dans le périmètre de sûreté autour du site nucléaire de Marcoule, elle est exposée au risque nucléaire. En cas d'incident ou d'accident nucléaire, lors du déclenchement du signal d’alerte, les habitants concernés doivent se confiner (obstruer toutes les entrées d’air - portes, fenêtres, aérations, cheminées -, arrêter la ventilation), se mettre à l’écoute de la radio, s’éloigner des portes et fenêtres, ne pas fumer, ne pas téléphoner, ne pas chercher à rejoindre les membres de sa famille (ils sont eux aussi protégés), ne sortir qu’en fin d’alerte ou sur ordre d’évacuation.

#### Risque particulier
Dans plusieurs parties du territoire national, le radon, accumulé dans certains logements ou autres locaux, peut constituer une source significative d’exposition de la population aux rayonnements ionisants. Certaines communes du département sont concernées par le risque radon à un niveau plus ou moins élevé. Selon la classification de 2018, la commune de Saint-Laurent-des-Arbres est classée en zone 2, à savoir zone à potentiel radon faible mais sur lesquelles des facteurs géologiques particuliers peuvent faciliter le transfert du radon vers les bâtiments.

## Histoire

### Préhistoire: Paléolithique et Néolithique
Des industries lithiques attribuée à l'homme de Neandertal (Moustérien) ont été découverts aux Sables.
Des vestiges du Paléolithique et Néolithique ont été découverts sur le territoire de Saint-Laurent-des-Arbres. Le peuplement semble également avoir été favorisé par l'existence d'une nappe phréatique importante sur le territoire de la commune. Nous savons, par une ancienne charte, qu'au IXe siècle, le village était connu sous le nom de Arbor (l'arbre). Quelques cabanes disposées autour d'un grand arbre constituèrent sans doute le premier groupement humain, succédant aux populations primitives. Le village tira son nom de l'arbre qui en marquait l'emplacement : ainsi, on allait à l'arbre, on venait de l'arbre. Le langage usuel a donc créé les racines de ce toponyme.
Les tribus néolithiques aux environs du Ve millénaire avant notre ère s'adonnaient à la domestication des animaux, à l'agriculture, au polissage des roches dures et à la technique de la céramique. Certaines tribus s'établirent sur le plateau voisin, aujourd'hui connu sous le nom de camp de César. La vallée du Rhône fut le carrefour où se rencontrèrent tous les envahisseurs, Ligures, Ibères, Phéniciens, Grecs, Celtes ou Gaulois. Ennemis, ils finirent par vivre ensemble.

### Protohistoire
- PlanSud : Une tombe de guerrier datée du Ier siècle av. J.-C., deux dépôts distants. À l'est, urne cinéraire, avec vases à offrandes, ustensiles. Vers l'Ouest, dépôts d'armes, casque à calotte hémisphérique surmontée d'un bouton, un umbo de bouclier, armes offensives: épée à deux tranchants, fourreau en fer, fer de lance. L'urne cinéraire contenait des ossements humains, un anneau, un bracelet en fer, bouterolle d'épée. Céramique campanienne à vernis noir, patère basse, bol conique, céramique commune jaune, œnochoé à anses soudées. Céramique indigène, vase peigné.
- La Treille : col d'amphore G4, déchets de cuissons, matériaux de construction, deux dépotoirs, un four. Liés à un atelier de potiers.

### Antiquité
- Ferme Saussines : Grand dolium (18 hl), site prospecté ayant révélé des tegulae, tessons de dolia, céramique claire B luisante, amphores africaines. Donc un habitat de l'Antiquité tardive avec une continuité de l'occupation jusqu'au Haut Moyen Âge (céramique kaolinitique réductrice). Construction gallo-romaine (pile funéraire) transformée en oratoire (tour de 4 m surmontée d'une croix chrétienne), visitable sur demande auprès des propriétaires. Les coordonnées pour joindre les propriétaires sont sur le site : Mas de l'Oratoire (nouveau nom de la ferme saussines).
- Château Saint-Maurice : Grand dolium, nécropole antique. Coffres funéraires en tegulae ou en dalles calcaires. Mobiliers d'accompagnements : amphores, céramiques non tournées.
- Tesan, Maussan, gragnon : y ont été découverts de nombreux vestiges romains.
- Quartier des Aires (cimetière gallo-romain)[18] : le souvenir historique le plus important que la mémoire de l'homme ait conservé dans notre région est celui de la traversée du Rhône par Hannibal en 219-218 avant notre ère. Son armée, forte de cent mille hommes, cavaliers, fantassins, et plus de trente-sept éléphants était partie d'Espagne, avait traversé les Pyrénées et se préparait à traverser les Alpes pour conquérir Rome. (2e guerre punique)

D'après les historiens, il semble vraisemblable que l'armée carthaginoise ait traversé le Rhône à l'extrémité du territoire de Saint-Laurent-des-Arbres, entre l'Ardoise et Roquemaure.
Les Grecs de Marseille, lassés des incursions et des sévices que leur faisaient subir leurs voisins, les Saliens et les Voconces, demandèrent aux Romains, leurs alliés de les secourir. Ces derniers intervinrent à plusieurs reprises, en 143, 125 et 124 avant l'ère commune. Le proconsul romain Domitius Ahenobarbus acheva la conquête. Il vainquit d'abord les Gaulois sur la Sorgue en 121 avant l'ère chrétienne, puis les Allobroges et les Arvernes, enfin les Rutènes qui lui abandonnèrent l'Albigeois. Désormais, Arbor, le village de l'arbre, fut inclus dans le pays conquis, la civilisation romaine s'étendit.
- À l'époque romaine, le plateau qui sépare Saint-Laurent-des-Arbres de Laudun fut consacré à Jupiter et porte aujourd'hui encore le nom de plateau de Jupiter. Un siècle après Hannibal, Domitien utilisait les éléphants dans ses armées. Ces animaux épouvantèrent les Gaulois et furent pour beaucoup dans les victoires remportées par le proconsul. Le versant du plateau de Jupiter, connu sous le nom de camp Saint-Maurice, a livré quantité de tessons, de poteries, d'amphores, le tuiles romaines, de monnaies, des lampes à huile, un tombeau gallo-romain, etc. On trouve des structures de villae dans divers quartiers.

### Histoire médiévale
La vallée du Rhône a toujours été une zone de grands passages et de confrontations, imposant de solides défenses. Il n'est que de voir le nombre de forteresses encore figées au garde-à-vous sur les deux rives du Rhône. Dans un rayon de 10 kilomètres à vol d'oiseau de Saint-Laurent-des-Arbres, on dénombre trois puissants châteaux : Roquemaure, L'Hers et Châteauneuf-du-Pape.
En 919, sous le règne de Louis l'Aveugle, Laudoin et son épouse Eigenracle cèdent à Foulques, évêque d'Avignon un domaine comprenant Lirac, avec son église Saint-Pierre, la villa de l'Arbre ainsi que son église Saint-Laurent. Dans cet acte, passé publiquement devant l'église, nous trouvons la première mention de l'église de Saint-Laurent.
Une bulle du pape Adrien IV, datée de d'année 1155, confirme les droits de Geoffroy, évêque d'Avignon et de ses successeurs, et cite parmi les biens temporels de l'évêque la villa de Saint-Laurent-des-Arbres dont les seigneurs étaient des membres de la famille Sabran.
Le 12 avril 1232, Guillaume de Sabran d'Aiguèse et Rostaing de Sabran vendent le château et la villa de Saint-Laurent-des-Arbres à Bertrand, évêque d'Avignon. C'est ainsi que les évêques, qui possédaient déjà depuis 919 l'église deviennent également les propriétaires du château dont ils n'étaient alors que les suzerains.
En 1255, Decanesse, fille de Guillaume de Sabran, vend une tour située à Saint-Laurent-des-Arbres et qui pourrait être la tour Ribas.
Jacques Duèze, évêque d'Avignon de 1310 à 1312, puis pape sous le nom de Jean XXII de 1316 à 1334, fait construire à Saint-Laurent-des-Arbres un château fort surmonté d'un donjon, le tout attenant à l'église, qu'il fait également fortifier. Il en fait surélever les murs, les hissant à 16 m de hauteur, les dotant de meurtrières sur plusieurs niveaux et au sommet, d'un solide crénelage. Pour compléter, il fait créneler également le clocher carré. Une ordonnance prescrit alors aux habitants des villages voisin de se réfugier, avec leurs bestiaux et leurs biens, derrière les murs de Saint-Laurent-des-Arbres en cas de menaces pressantes. L'espace clos déterminé au-dessus de la voûte de la vieille église offrait un vaste emplacement propre à abriter la population en cas de danger.
La guerre de Cent Ans : le déferlement des grandes compagnies entraîna l'installation d'une garnison dans la petite ville. En 1360, Avignon dépêcha vingt-cinq hommes pour la défense de la ville, mais deux ans après la garnison ne comptait plus que sept soldats.
Arrivés près de la vallée du Rhône, au début de 1382, les Tuchins campèrent dans les gorges de la Cèze où ils furent rejoints par des nobles dont Régis de Saint-Michel-d'Euzet, Étienne Augier, dit Ferragut du Pin, Vachon de Pont-Saint-Esprit et Verchère de Vénéjan qui prirent leur tête. Ils s’emparèrent alors de Cavillargues, Chusclan et Tresques, avant de piller les châteaux de Sabran, La Roque-sur-Cèze, Saint-Laurent-des-Arbres et Cornillon. Dans ce dernier château se trouvait le trésor de Clément VI. Son neveu, Guillaume III Roger de Beaufort, alors Lieutenant des armes du Sénéchal de Beaucaire, organisa la répression. En septembre 1382, il recruta des mercenaires et fit venir une compagnie d’arbelètiers d’Avignon. Ses troupes cantonnées à Bagnols-sur-Cèze attaquèrent alors Cornillon. Dirigées par Gantonnet d'Abzac, Commandant du Saint-Père pour le Païs de Saint-Esprit, elles semèrent la terreur. Guillaume III fit ensuite intervenir son capitaine des gardes de Bagnols, Jean Coq. Ce dernier réussit à pacifier le pays en expulsant les chefs du Tuchinat. Ce qui permit de signer la paix en février 1383.

## Héraldique
| Blason de Saint-Laurent-des-Arbres | Blason  | D’azur à l’arbre d’or et à Saint Laurent du même posé de front et brochant sur le tout, tenant de sa main dextre un gril d’argent e de sa senestre une palme aussi d’or. |
| Blason de Saint-Laurent-des-Arbres | Détails | Le statut officiel du blason reste à déterminer. |

## Politique et administration

### Liste des maires
| Période                                  | Période        | Identité                                                                             | Étiquette    | Qualité                  |
| ---------------------------------------- | -------------- | ------------------------------------------------------------------------------------ | ------------ | ------------------------ |
| janvier 1790                             | juillet 1790   | François Bonhomme                                                                    |              |                          |
| juillet 1790                             | novembre 1791  | Joseph Pujade                                                                        |              |                          |
| novembre 1791                            | septembre 1792 | Antoine Mathon                                                                       |              |                          |
| septembre 1792                           | novembre 1794  | Jean Laurent                                                                         |              |                          |
| novembre 1794                            | août 1795      | Antoine Mathon                                                                       |              |                          |
| 1795                                     | 1804           | Etienne Millet                                                                       |              |                          |
| 1804                                     | 1830           | Joseph "Louis" Antoine de Pascal                                                     |              |                          |
| 1830                                     | 1832           | Joseph Chaulandy                                                                     |              |                          |
| 1832                                     | août 1840      | Jacques Cabrol                                                                       |              |                          |
| août 1840                                | septembre 1848 | Joseph Chaulandy                                                                     |              |                          |
| septembre 1848                           | juin 1855      | Joseph André                                                                         |              |                          |
| juin 1855                                | octobre 1863   | François Lucmau de Classun                                                           |              |                          |
| octobre 1863                             | septembre 1865 | André Clément                                                                        |              |                          |
| septembre 1865                           | mai 1871       | Alexis Martin                                                                        |              |                          |
| mai 1871                                 | mars 1874      | Joseph Xavier Nepoty                                                                 |              |                          |
| mars 1874                                | octobre 1876   | Mathieu Guiot                                                                        |              |                          |
| octobre 1876                             | septembre 1877 | Eugène Cabrol                                                                        |              |                          |
| septembre 1877                           | décembre 1877  | Marie Joseph François Camille Deleuze                                                |              |                          |
| décembre 1877                            | juin 1879      | Eugène Cabrol                                                                        |              |                          |
| juin 1879                                | mai 1892       | Jean-Baptiste Alexis Martin                                                          |              |                          |
| mai 1892                                 | mai 1904       | Emile Marie Joseph Martin                                                            |              |                          |
| mai 1904                                 | mai 1908       | Michel Perrot                                                                        |              |                          |
| mai 1908                                 | 1919           | Joseph Guillard                                                                      |              |                          |
| 1919                                     | 1945           | Adolphe Touranche                                                                    |              |                          |
| 1945                                     | 1953           | Alexis Touranche                                                                     |              |                          |
| 1953                                     | 1977           | Marcel Chevalier Officier du Mérite Agricole Chevalier de l'Ordre National du Mérite |              |                          |
| mars 1977                                | mars 1983      | Armand Di Mascio                                                                     |              |                          |
| mars 1983                                | mars 2014      | Michel Anastasy                                                                      | UDF puis UMP | Retraité                 |
| mars 2014                                | octobre 2020   | Philippe Gamard                                                                      |              | Professeur du secondaire |
| octobre 2020                             | avril 2021     | Délégation spéciale                                                                  |              |                          |
| avril 2021                               | En cours       | Sylvie Barrieu-Vignal                                                                | SE           |                          |
| Les données manquantes sont à compléter. |                |                                                                                      |              |                          |

### Jumelage
Au 05 avril 2014, Saint-Laurent-des-Arbres est jumelée avec :
- Sembrancher (Suisse) depuis 1989.

## Démographie
L'évolution du nombre d'habitants est connue à travers les recensements de la population effectués dans la commune depuis 1793. Pour les communes de moins de 10 000 habitants, une enquête de recensement portant sur toute la population est réalisée tous les cinq ans, les populations de référence des années intermédiaires étant quant à elles estimées par interpolation ou extrapolation. Pour la commune, le premier recensement exhaustif entrant dans le cadre du nouveau dispositif a été réalisé en 2005.

En 2022, la commune comptait 2 984 habitants, en évolution de −0,43 % par rapport à 2016 (Gard : +2,97 %, France hors Mayotte : +2,11 %).
| 1793 | 1800  | 1806  | 1821  | 1831 | 1836 | 1841 | 1846 | 1851 |
| ---- | ----- | ----- | ----- | ---- | ---- | ---- | ---- | ---- |
| 834  | 1 000 | 1 025 | 1 010 | 972  | 912  | 913  | 950  | 950  |

| 1856 | 1861 | 1866  | 1872 | 1876 | 1881 | 1886 | 1891 | 1896 |
| ---- | ---- | ----- | ---- | ---- | ---- | ---- | ---- | ---- |
| 986  | 994  | 1 011 | 941  | 873  | 853  | 816  | 724  | 691  |

| 1901 | 1906 | 1911 | 1921 | 1926 | 1931 | 1936 | 1946 | 1954 |
| ---- | ---- | ---- | ---- | ---- | ---- | ---- | ---- | ---- |
| 614  | 614  | 585  | 541  | 513  | 510  | 513  | 521  | 701  |

| 1962 | 1968  | 1975  | 1982  | 1990  | 1999  | 2005  | 2006  | 2010  |
| ---- | ----- | ----- | ----- | ----- | ----- | ----- | ----- | ----- |
| 900  | 1 847 | 2 056 | 1 403 | 1 683 | 1 743 | 2 017 | 2 072 | 2 511 |

| 2015  | 2020  | 2022  | - | - | - | - | - | - |
| ----- | ----- | ----- | - | - | - | - | - | - |
| 2 909 | 2 968 | 2 984 | - | - | - | - | - | - |

## Économie

### Revenus
En 2018  (données Insee publiées en septembre 2021), la commune compte 1 129 ménages fiscaux, regroupant 2 918 personnes. La médiane du revenu disponible par unité de consommation est de 23 750 € (20 020 € dans le département). 57 % des ménages fiscaux sont imposés (43,9 % dans le département).

### Emploi
|                | 2008   | 2013  | 2018  |
| -------------- | ------ | ----- | ----- |
| Commune        | 8,4 %  | 9,5 % | 5,6 % |
| Département    | 10,6 % | 12 %  | 12 %  |
| France entière | 8,3 %  | 10 %  | 10 %  |

En 2018, la population âgée de 15 à 64 ans s'élève à 1 876 personnes, parmi lesquelles on compte 80,2 % d'actifs (74,6 % ayant un emploi et 5,6 % de chômeurs) et 19,8 % d'inactifs,. En  2018, le taux de chômage communal (au sens du recensement) des 15-64 ans est inférieur à celui de la France et du département, alors qu'en 2008 il était supérieur à celui de la France.
La commune fait partie de la couronne de l'aire d'attraction d'Avignon, du fait qu'au moins 15 % des actifs travaillent dans le pôle,. Elle compte 548 emplois en 2018, contre 472 en 2013 et 369 en 2008. Le nombre d'actifs ayant un emploi résidant dans la commune est de 1 425, soit un indicateur de concentration d'emploi de 38,4 % et un taux d'activité parmi les 15 ans ou plus de 64,2 %.
Sur ces 1 425 actifs de 15 ans ou plus ayant un emploi, 236 travaillent dans la commune, soit 17 % des habitants. Pour se rendre au travail, 91,5 % des habitants utilisent un véhicule personnel ou de fonction à quatre roues, 1,4 % les transports en commun, 3,2 % s'y rendent en deux-roues, à vélo ou à pied et 3,9 % n'ont pas besoin de transport (travail au domicile).

### Activités hors agriculture

#### Secteurs d'activités
278 établissements sont implantés  à Saint-Laurent-des-Arbres au 31 décembre 2019. Le tableau ci-dessous en détaille le nombre par secteur d'activité et compare les ratios avec ceux du département,.
| Secteur d'activité                                                                                        | Commune | Commune | Département |
| Secteur d'activité                                                                                        | Nombre  | %       | %           |
| --- | ------- | ------- | ----------- |
| Ensemble                                                                                                  | 278     | 100 %   | (100 %)     |
| Industrie manufacturière, industries extractives et autres                                                | 27      | 9,7 %   | (7,9 %)     |
| Construction                                                                                              | 30      | 10,8 %  | (15,5 %)    |
| Commerce de gros et de détail, transports, hébergement et restauration                                    | 91      | 32,7 %  | (30 %)      |
| Information et communication                                                                              | 5       | 1,8 %   | (2,2 %)     |
| Activités financières et d'assurance                                                                      | 10      | 3,6 %   | (3 %)       |
| Activités immobilières                                                                                    | 14      | 5 %     | (4,1 %)     |
| Activités spécialisées, scientifiques et techniques et activités de services administratifs et de soutien | 31      | 11,2 %  | (14,9 %)    |
| Administration publique, enseignement, santé humaine et action sociale                                    | 39      | 14 %    | (13,5 %)    |
| Autres activités de services                                                                              | 31      | 11,2 %  | (8,8 %)     |

Le secteur du commerce de gros et de détail, des transports, de l'hébergement et de la restauration est prépondérant sur la commune puisqu'il représente 32,7 % du nombre total d'établissements de la commune (91 sur les 278 entreprises implantées  à Saint-Laurent-des-Arbres), contre 30 % au niveau départemental.

#### Entreprises et commerces
Les cinq entreprises ayant leur siège social sur le territoire communal qui génèrent le plus de chiffre d'affaires en 2020 sont : 
- DV Tec Daurelle Vinicole Technologie, commerce de gros (commerce interentreprises) de matériel agricole (12 824 k€)
- Etablissements Rubis Saint Laurent, commerce de gros (commerce interentreprises) de bois et de matériaux de construction (8 457 k€)
- Rubis Bricolage, commerce de détail de quincaillerie, peintures et verres en grandes surfaces (400 m² et plus) (2 153 k€)
- Rent Systems, location et location-bail de camions (1 157 k€)
- Sonefi, activités des sociétés holding (793 k€)

### Agriculture
Le nombre d'exploitations agricoles en activité et ayant leur siège dans la commune est de 25 lors du recensement agricole de 2020 et la surface agricole utilisée de 377 ha,.

#### Produits labellisés

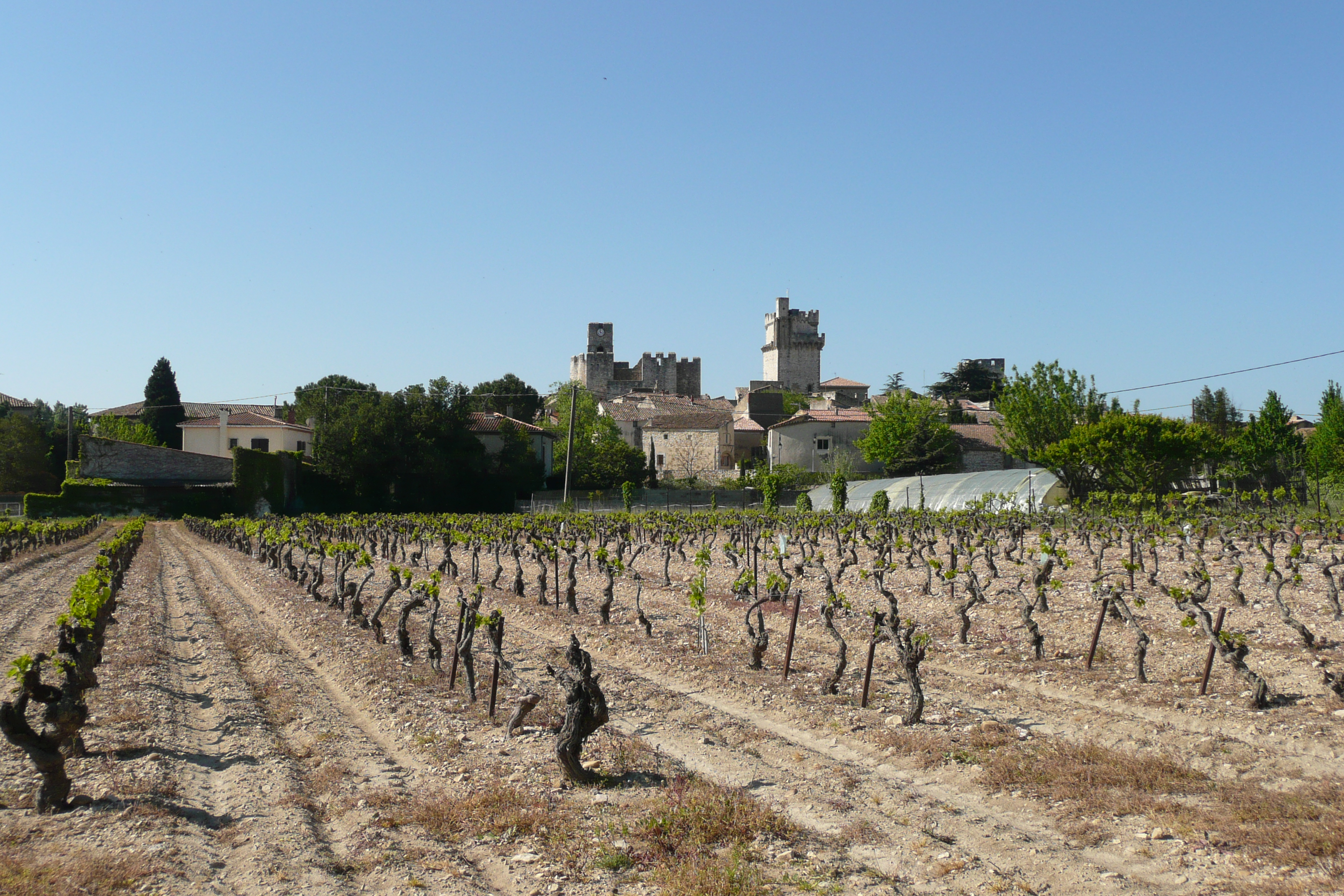
AOC Lirac sur le terroir de Saint-Laurent-des-Arbres.

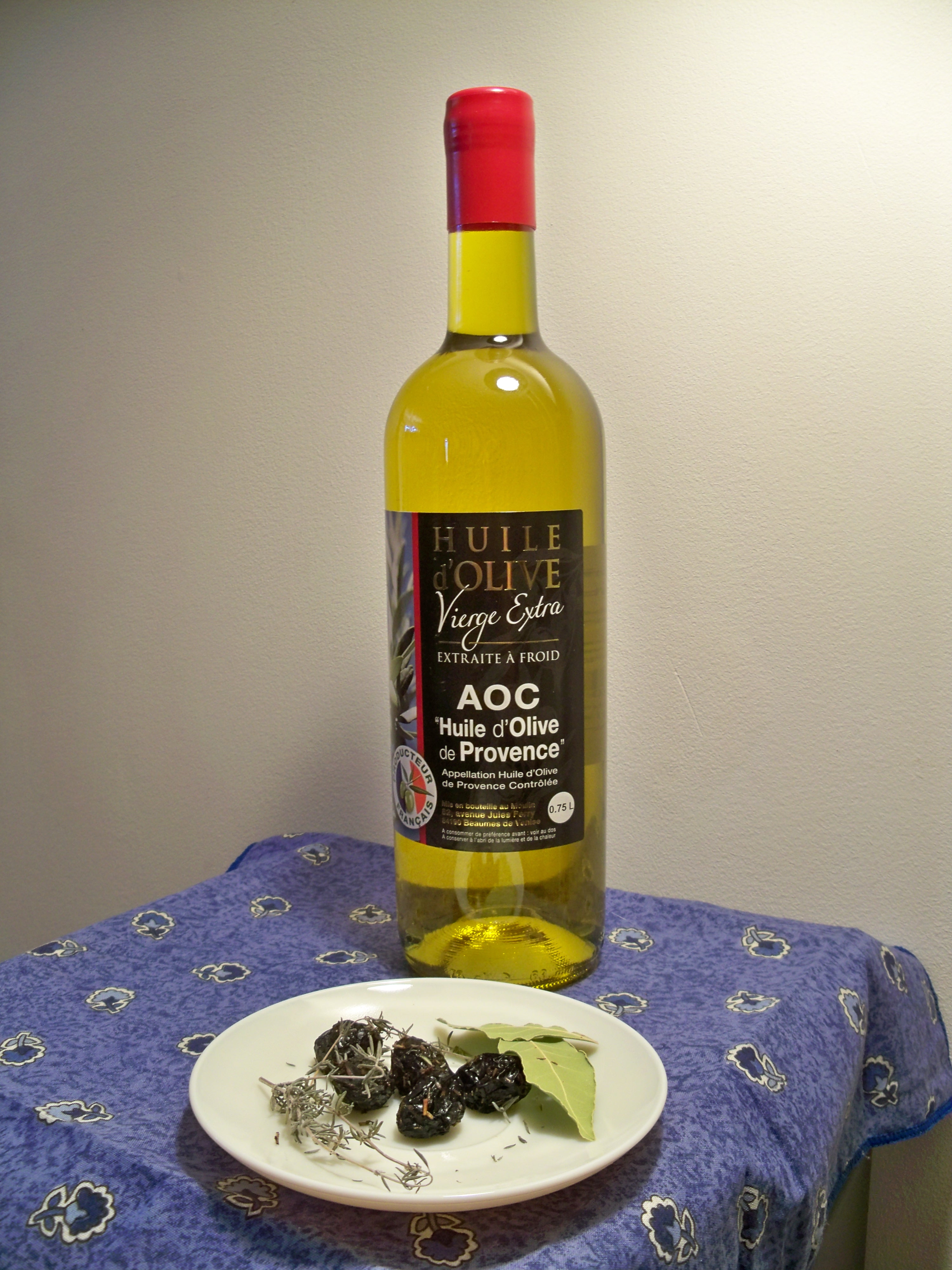
Huile d'olive de Provence AOC.

Après la crise du phylloxéra, Henri de Régis, propriétaire du château de Ségriès, pour mettre en valeur ses terres, décida, en 1925, de replanter un vignoble. Dans la décennie suivante, il entreprit de suivre l'exemple du combat que menait sur la rive gauche du Rhône le baron Pierre Le Roy de Boiseaumarié. Avec quelques amis convaincus, il décida de faire classer le terroir de Lirac en appellation d’origine contrôlée (A.O.C.). La demande en fut faite auprès d'un tribunal.
Le projet se concrétisa après la Seconde Guerre mondiale. Le 11 octobre 1945, l’appellation fit l’objet d’une reconnaissance judiciaire par le Tribunal d’Uzès. Après deux années d’enquêtes complémentaires sur le terrain (terroir, types de vins, etc.), les experts de l’INAO achevèrent la délimitation de l’aire d’appellation sur les communes de Lirac, Roquemaure, Saint-Laurent-des-Arbres et Saint-Geniès-de-Comolas. Ce qui aboutit à la reconnaissance de l’AOC Lirac définie par le décret du 14 octobre 1947. La nouvelle appellation devenait le premier cru des côtes-du-rhône à produire des vins de trois couleurs : rouge, rosé, blanc.

#### Huile d'olive de Provence AOC
L'huile d'olive de Provence est protégée par une appellation d'origine contrôlée (AOC) à la suite d'une enquête diligentée par l'INAO, dont les conclusions ont été déposées auprès de la commission le 26 octobre 2006, réunie à Arles. La signature du décret parut au Journal officiel le 14 mars 2007 La commune de Saint-Laurent-des-Arbres, bien que située dans le Gard, fait partie de l'AOC "Huile d'olive de Provence", de par sa proximité avec les Bouches-du-Rhône.
Pour pouvoir postuler à l'AOC, l'huile d'olive de Provence doit être élaborée à base des variétés aglandau, bouteillan, cayon, salonenque ainsi que celles dénommées localement brun, cayet, petit ribier et belgentiéroise. Il faut au moins deux de ces variétés principales présentes au sein de l'oliveraie,.

## Culture locale et patrimoine

### Lieux et monuments

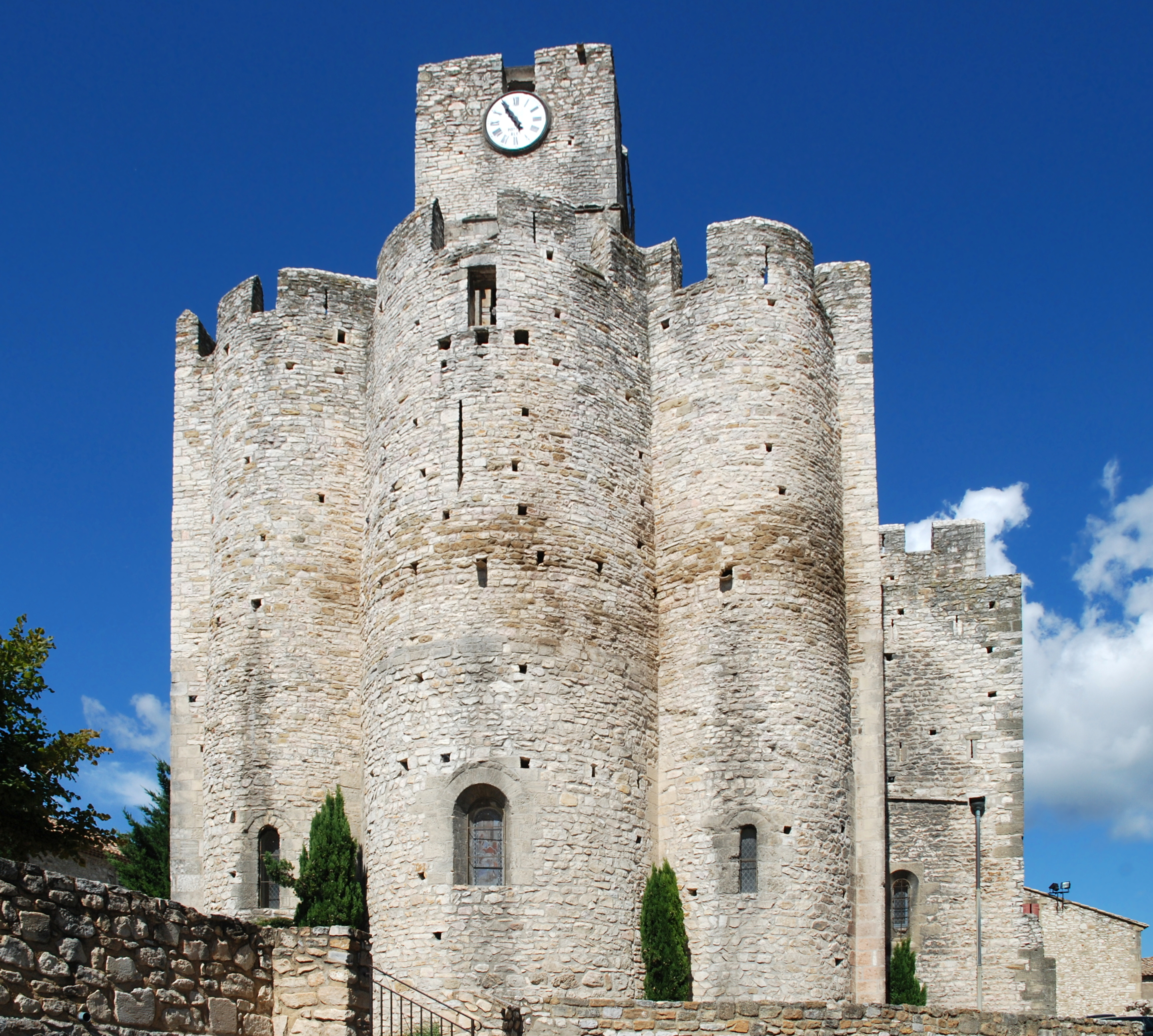
Église Saint-Laurent de Saint-Laurent-des-Arbres.

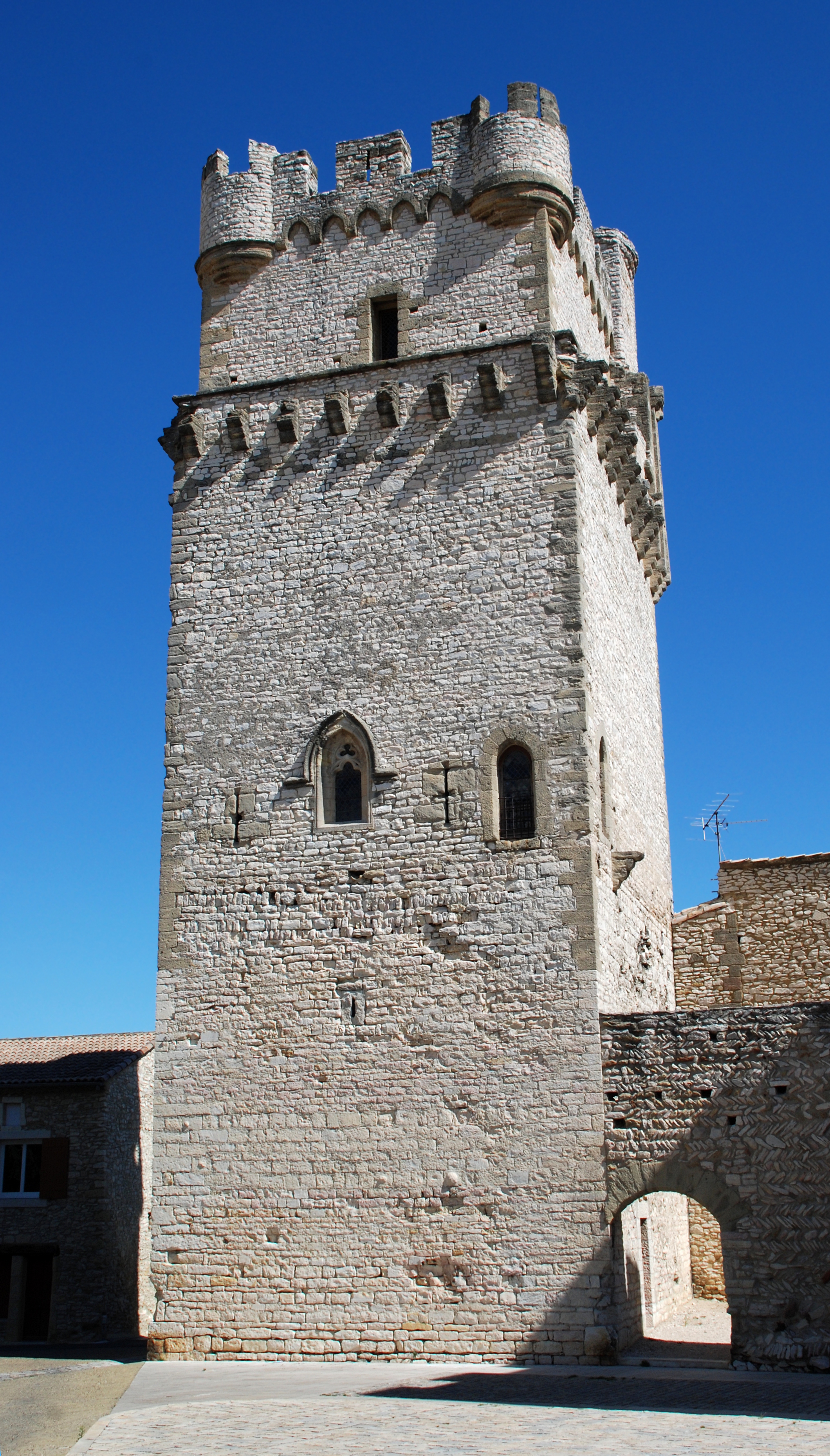
Donjon de Saint-Laurent-des-Arbres.

Remarquable patrimoine du Gard Rhodanien
Entre Provence et Cévennes, Saint-Laurent-des-Arbres est un village typique par son patrimoine médiéval.
- Église Saint-Laurent de Saint-Laurent-des-Arbres. Son église romane fortifiée, son donjon (féodal), la tour Ribas et les vestiges des remparts témoignent de la richesse historique des siècles passés. L'édifice a été classé au titre des monuments historiques en 1892[35].

- La tour Ribas, siège de l’office de tourisme, abrite une maquette réalisée à partir d’archives, qui représente la cité telle qu’elle pouvait apparaître au Moyen Âge et jusqu’aux environs de 1750.
- Le labyrinthe de ruelles, venelles et placettes offre aux hôtes de passage de multiples attraits touristiques. Découvertes historiques, archéologiques, géologiques ; pour les amateurs de vieilles pierres et de campagne superbe.
- Au sud du village s’étendent de remarquables pinèdes : dans cette forêt, les sentes ombragées, aires de pique-nique, parcours de santé, sentiers pédestres et équestres conduisent au plateau de Lirac qui récompense les amoureux de la nature par une magnifique vue du mont Ventoux.
- Au nord, le mont Cau domine les tours du village et son vignoble réputé depuis l’antiquité jusqu’à nos jours (quatre villages pour trois couleurs, rouge, rosé, blanc, selon l’appellation Lirac).
- Le camp de Saint-Maurice-l'Ardoise, à la limite nord de la commune, petit camp militaire, utilisé de 1957 à juillet 1962 comme centre d'assignation à résidence surveillée (d'abord pour des personnes suspectées d'être liées au FLN, puis en 1962 à l'OAS) et enfin de 1962 à 1976 pour accueillir des familles de harkis.
- À l'est du village se trouvent deux magnifiques propriétés : le château Deleuze-Beaupré, magnifique architecture du XVIIe siècle et la Bégude (qui n'existe plus à la suite d'une expropriation), bastide du XVIIIe siècle avec des bases médiévales, ayant appartenu aux familles Deleuze (anciens viguiers du Pape), Vigan-Braquet, Berard et Ponsoye. En face de la Bégude se situe la chapelle romane dite de Thézan.
- Chemin de grande randonnée GR42, emprunté entre autres par les pèlerins du chemin de Saint-Jacques-de-Compostelle.

### Personnalités liées à la commune
- Jacques Julliard, éditorialiste et journaliste, possède une maison à Saint-Laurent-des-Arbres.

## Manifestations culturelles et festivités
- Salon du livre de Saint-Laurent-des-Arbres, la seconde édition a eu lieu les 12 et 13 avril 2014, organisé avec l'association des crayons et des plumes.